# Varennes-sur-Amance
Varennes-sur-Amance è un comune francese situato nel dipartimento dell'Alta Marna nella regione del Grand Est.
Nel 1972 si è fuso con i comuni di Champigny-sous-Varennes e Chézeaux per formare il comune di Terre-Natale con lo status di comuni associati.
Il 1º gennaio 1986 Champigny-sous-Varennes venne ristabilito come comune indipendente e il 1º gennaio 2012 anche Chézeaux è tornato indipendente e così il comune di Terre-Natale ha cessato di esistere ripristinando il comune di Varennes-sur-Amance.